# Церковь Сретения Господня (Вытегра)
Церковь Сретения Господня — православный храм в городе Вытегра, Вологодской области, размещается на самом высоком месте города — на Красной горке. Церковь Сретения Господня является объектом культурного наследия регионального значения.

## История храма
Храм Сретения Господня в Вытегре был основан и возведён в конце XVIII — начале XIX века, располагался он на том же самом месте, где в настоящее время находится одноимённый храм, но уже 1873 года постройки. Первое сооружение из-за аварийности в 1801 году было разобрано. Гранитный фундамент нового храма, в 1869 году, был заложен викарием Санкт-Петербургской епархии, преосвященным Палладием. Строительством храма велось на протяжении четырёх лет. Открытие церкви и освящение бокового придела во имя святого Павла исповедника, состоялось 20 декабря 1873 года и было приурочено к празднованию 100-летнего юбилея города.
Центральный алтарь был освящён только в 1875 году в честь Сретения Господня. Слева и справа от него были расположены два боковых придела — Успения Божией Матери и святого Павла Прусиадского.
Большую часть средств на возведение церкви завещал местный купец Павел Рулёв, который скончался в 1821 году. Значительные средства на строительство пожертвовал известный вытегорский купец Игнатьев А. П.
При Советской власти церковь был полностью опустошена, кресты и колокола сброшены и утеряны. С 1926 года здание храма использовали под размещение вытегорского краеведческого музея. Здесь выставляли экспозиции и хранили экспонаты.

## Архитектура
Строение имеет три входа: западный, северный и южный. В западной части церкви находится шатровая колокольня. Проект здания был разработан архитектором Олонецкой губернии А. С. Четвертухиным. Были возведены пять восьмигранных барабанов, парусных сводов и подпружных арок, которые опираются на массивные стены здания и четыре крещатых столба. Восьмигранные луковичные главы были установлены над барабанами. Абсида, имеющая прямоугольную форму, была наделена двускатным фронтоном. В здании храма установлены высокие окна арочной формы, которые были обрамлены объёмными наличниками с килевидным завершением. Отдельные окна были оснащены сандриками в виде разорванного фронтона. Высокая колокольня имеет завершение в виде шпиля.

## Храм сегодня
Начиная с 1998 года здание храма по частям передавалось православному приходу. Сначала главный алтарь и боковые приделы были высвобождены музеем и переданы на безвозмездной основе местному приходу. В 2004 году на куполах храма были установлены кресты, начались реставрационные работы. В 2009 году местная администрация большую часть площади передала в собственность епархии. В 2013 году были надлежащим образом оформлены все документы на землю и строения. В августе 2013 года на храме были установлены строительные леса и начались ремонтно-восстановительные работы.